# Viés de gênero na Wikipédia

Editores da Wikipédia eram predominantemente do sexo masculino, de acordo com pesquisa realizada pela Fundação Wikimedia, em 2011.

O  viés de gênero na Wikipédia refere-se a uma crítica da enciclopédia online Wikipédia segundo a qual a natureza e a quantidade de seu conteúdo são tendencialmente influenciados pelo fato de a maioria de seus editores ser do sexo masculino e branca. Está entre as mais frequentes críticas à Wikipédia e parte de uma crítica mais geral sobre um viés sistêmico na enciclopédia. A Wikipédia tem normalmente menos verbetes, e com menor extensão, sobre mulheres ou de temas importantes para as mulheres em comparação a verbetes sobre homens ou sobre temas importantes para os homens. A Fundação Wikimedia, que mantém a Wikipédia, concorda com essas críticas e realiza ações para aumentar a participação de mulheres na Wikipédia.

## Conclusões de pesquisa e questões
"A grande maioria dos editores da Wikipédia são jovens homens, com formação universitária", um grupo demográfico que tem sido descrito como "um grupo de homens geeks que são ricos o suficiente para pagar 2.000 dólares para ter um laptop e uma conexão de banda larga." Pesquisas têm indicado que entre 8,5% e 16% dos editores da Wikipédia são do sexo feminino. Consequentemente, a Wikipédia tem sido criticada por alguns acadêmicos e jornalistas por ter principalmente contribuidores do sexo masculino, por ter menos artigos sobre mulheres ou de temas importantes para as mulheres e por esses artigos serem normalmente pouco extensos. The New York Times apontou que a taxa de participação das mulheres na Wikipédia pode estar de acordo com outros "fóruns públicos de relevância". Em 2009, uma pesquisa da Fundação Wikimedia revelou que 6% dos editores que fizeram mais de 500 edições eram do sexo feminino, com o editor homem típico tendo em média o dobro de edições em comparação às editoras típicas.
Nas Wikipédias, em especial a em inglês, a proporção de artigos sobre mulheres em relação a artigos sobre homens foi maior do que em outros três bancos de dados. No entanto, a análise linguística computacional concluiu que a maneira como as mulheres e os homens são descritos nos artigos demonstra viés, com artigos sobre mulheres tendo maior probabilidade de uso excessivo de palavras relacionadas a gênero e família. Os pesquisadores acreditam que isso é um sinal de que editores da Wikipédia consideram o gênero masculino o "gênero neutro". Outra crítica da abordagem da Wikipédia, baseada em um editorial do The Guardian de 2014, é que ela tem dificuldade em tomar decisões sobre "o que importa". Para ilustrar este ponto, eles notaram que conteúdo relacionado a atrizes de filmes pornográficos estava mais bem organizado do que o conteúdo sobre escritoras.
Em 2010, a Universidade das Nações Unidas e o UNU-MERIT, conjuntamente, apresentaram uma síntese dos resultados de uma pesquisa global da Wikipédia. Em 30 de janeiro de 2011, um artigo de The New York Times citou uma pesquisa da Fundação Wikimedia, segundo a qual menos de 13% dos colaboradores da Wikipédia são mulheres. Sue Gardner, então diretora executiva da fundação, disse que o aumento da diversidade faria a enciclopédia melhorar. Fatores que o artigo citou para explicar o baixo número de mulheres editando foi entre outros motivos o assédio que pode ocorrer contra mulheres nos ambientes wiki. Em 2013, os resultados da pesquisa foram questionados e se indicou que, nos EUA, a participação de mulheres representava 22,7% e, no geral, 16,1% do total.
Em fevereiro de 2011, The New York Times realizou uma série de colunas sobre o tema "Onde Estão as Mulheres na Wikipédia?" Susan C. Herring, professora de ciência da informação e linguística, disse que ela não estava surpresa pela disparidade de gênero na Wikipédia. Ela disse que a natureza controversa de muitas páginas de discussão de artigos torna-se desagradável para muitas mulheres, "se não realmente intimidantes." Joseph M. Reagle reagiu da mesma forma, dizendo que a combinação de uma "cultura de elitismo hacker" e do efeito desproporcional de membros virulentos, mesmo estes sendo uma minoria, pode tornar o ambiente da comunidade desagradável. Ele disse: "a ideologia e a retórica da liberdade e da abertura podem ser usadas (a) para suprimir preocupações sobre discursos impróprios ou ofensivos como se fossem "censura" e (b) racionalizar a baixa participação feminina como simplesmente uma questão de preferência pessoal e de escolha." Justine Cassell disse que, embora as mulheres sejam tão bem informadas quanto os homens e tão capazes quanto homens de defender seu ponto de vista, "é ainda o caso, na sociedade norte-americana, que o debate, a disputa e a defesa vigorosos de uma posição muitas vezes sejam ainda vistos como uma postura masculina, e esse tipo de estilo em mulheres pode suscitar avaliações negativas."
O International Journal of Communication publicou uma pesquisa de Reagle e Lauren Rhue que analisou a cobertura, representação de gênero e tamanho de artigos de milhares de assuntos biográficos na Wikipédia em língua inglesa e na Encyclopædia Britannica on-line. Eles concluíram que a Wikipédia tinha uma cobertura melhor e artigos mais longos em geral sobre mulheres, que a Wikipédia normalmente tinha mais artigos sobre mulheres do que a Britannica , em termos absolutos, mas que havia maior propensão de artigos sobre mulheres estarem ausentes na Wikipédia se comparados com os de homens em relação à Britannica. Isto é, a Wikipédia era melhor do que a Britannica em termos de cobertura biográfica, mas ainda melhor quando se tratava de homens. Da mesma forma, pode-se dizer que a Britannica é mais equilibrada em quem negligencia do que a Wikipédia. Para as duas obras de referência, o comprimento do artigo não era consistentemente diferente, por gênero.

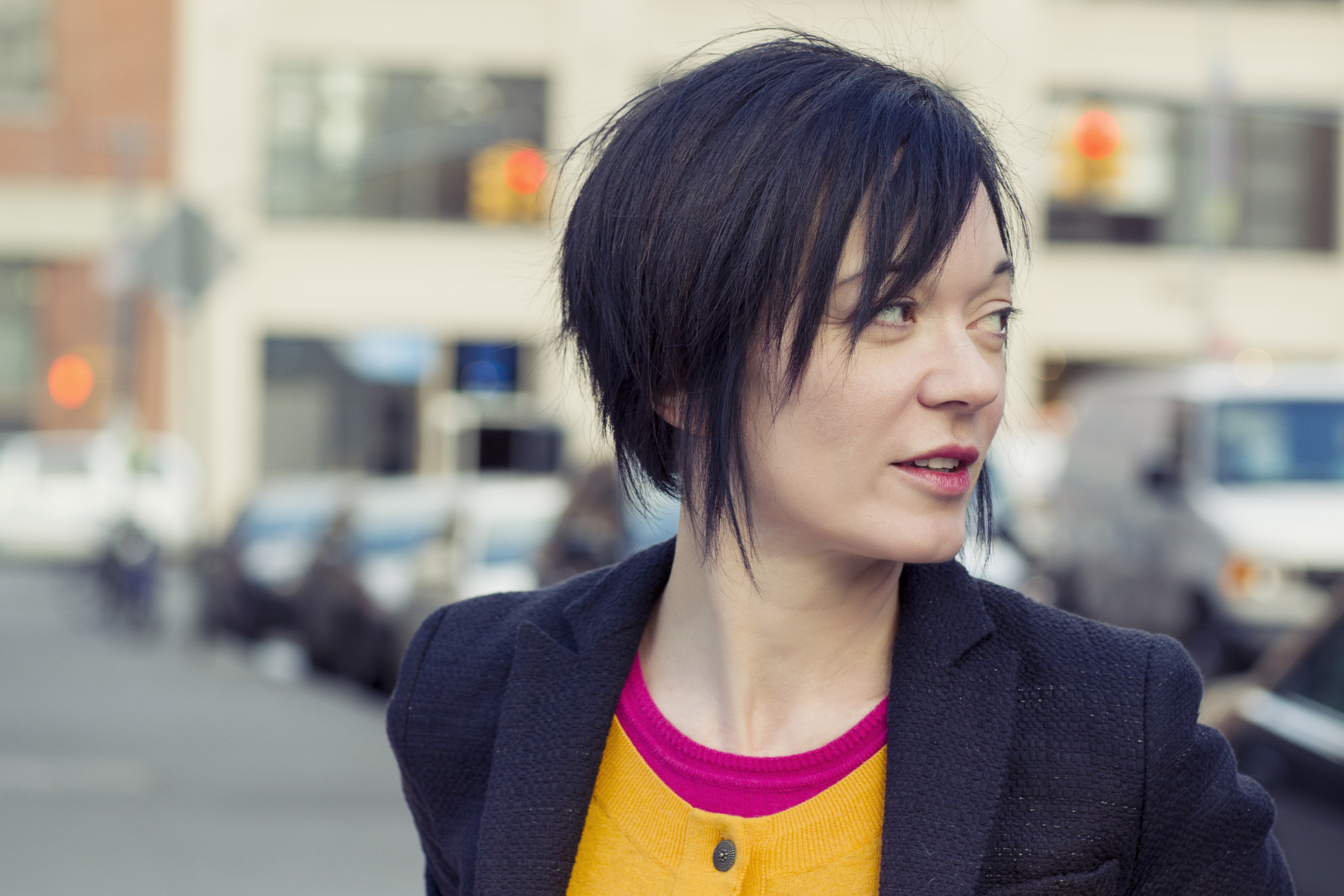
A ex-executiva da Fundação Wikimedia Sue Gardner ofereceu nove razões sobre "Por que as mulheres não editam a Wikipédia."

Em abril de 2011, a Fundação Wikimedia fez sua primeira pesquisa semestral sobre a Wikipédia. Indicou que 9% dos editores da Wikipédia eram mulheres. Também revelou que, "ao contrário da percepção de alguns, os nossos dados mostram que poucas mulheres editoras sentem que elas são assediadas e muito poucas sentem que a Wikipédia é um ambiente sexualizado." No entanto, em outubro de 2011, um artigo no International Symposium on Wikis and Open Collaboration mostrou que evidências sugerem que a Wikipédia pode ter "uma cultura que cria barreiras à participação feminina".
Um estudo publicado em 2014 descobriu que há também um "hiato de habilidade na internet" com relação aos editores da Wikipédia. Os autores encontraram que há maior probabilidade de os colaboradores mais altamente qualificados serem homens e que não há nenhuma disparidade de gênero entre os pouco qualificados; concluíram que o "hiato de competências" agrava as disparidades de gênero entre os editores. Entre 2010 e 2014, mulheres representaram quase 61% dos participantes dos cursos universitários organizados pela Fundação de Wiki Educação. Suas contribuições, viu-se, deslocavam o conteúdo da Wikipédia da cultura pop e de temas de exatas para as ciências sociais e humanidades.
Em 2016, Wagner et al. encontraram um viés de gênero linguístico em tópicos relacionados a família, gênero e relacionamentos em verbetes sobre mulheres, em comparação com os de homens. Os autores também encontraram diferenças estruturais em termos de meta-dados e hiperlinks, o que tem consequências negativas na busca por informações sobre mulheres.
Um estudo de 2017 concluiu que mulheres que participaram de uma experiência editando um site como a Wikipédia entendiam os outros editores como homens e entendiam suas respostas como mais críticas do que quando havia sinais de que o gênero do editor era neutro. O estudo concluiu que:
...editoras visivelmente mulheres na Wikipédia e o uso de feedbacks positivos podem diminuir o hiato de gênero na Wikipédia. Mais do que isso, a alta proporção de editores anônimos pode exacerbar o hiato de gênero na Wikipédia, já que o anonimato é muitas vezes percebido como masculino e mais crítico.
Um estudo realizado por Ford e Wajcman observou que o viés de gênero continua a interpretar o problema como um déficit em mulheres. Em contraste, o seu argumento central afirma que estudos feministas sobre a infraestrutura da tecnociência permitem a análise de gênero em outro nível. Examinaram três questões dentro da infraestrutura: políticas de conteúdo, software e base legal das operações. Sugere que progresso pode ser feito a partir da mudança da cultura de produção de conhecimento, incentivando alternativas de conhecimento, reduzindo as barreiras técnicas para a edição e enfrentando a complexidade das políticas da Wikipédia.

## Causas
Foram sugeridas várias causas para a disparidade de gênero. Um estudo de 2010 revelou que a participação feminina na Wikipédia, de 13%, era próxima à de outros fóruns na internet, com taxa de participação das mulheres em 15%. A pesquisadora da Wikipédia Sarah Stierch reconheceu que é "bastante comum" dentro da Wikipédia que editores mantenham seu gênero como não identificado. A percepção de uma cultura pouco acolhedora e a tolerância a linguagem abusiva são também razões entendidas como fomentando o hiato de gênero. De acordo com um estudo de 2013, outra causa para o hiato de gênero na Wikipédia é a falha em atrair e reter editoras, resultando em um impacto negativo na abrangência da Wikipédia. Na Wikipédia, "...as editoras que publicamente se identificam como mulheres enfrentam assédio" de outros editores da Wikipédia.
A ex-diretora executiva da Fundação Wikimedia Sue Gardner citou nove razões para que as mulheres não editem a Wikipédia, numa síntese de comentários de editoras:
1. A falta de usabilidade na interface de edição
2. Tempo livre suficiente
3. A falta de autoconfiança
4. Aversão ao conflito e falta de vontade de participar de longas guerras de edição
5. Crença de que suas contribuições são muito propensas a serem revertidas ou excluídas
6. Atmosfera geral misógina
7. Cultura sexual explícita
8. Ser tratada como um homem é desanimador para as mulheres cujo idioma principal tem diferenciação de gênero
9. Menos oportunidades do que em outros sites para relacionamentos sociais e um tom acolhedor

Lam et al. sugerem que pode haver uma cultura que não é inclusiva das mulheres na Wikipédia, o que pode ser devido a uma disparidade em temas representados e editados com cunho masculino em relação a temas com cunho feminino, a tendência a usuárias serem mais ativas nos aspectos sociais e comunitários da Wikipédia, um aumento na probabilidade de que edições realizadas por novas editoras sejam revertidas e/ou os artigos com alta proporção de mulheres editoras envolvidas terem mais controvérsias.
Em julho de 2014, a National Science Foundation anunciou que iria gastar $200.000 para um estudo sistêmico do viés de gênero na Wikipédia. Um artigo de Julia Adams e Hannah Brückner que foi apoiado pelo financiamento foi publicado em 2015.
Uma preocupação é que os artigos sobre mulheres possam ter maior probabilidade de serem marcados para eliminação.

## Reações
A Fundação Wikimedia assume oficialmente, pelo menos desde 2011, quando Gardner era diretora-executiva, que o viés de gênero existe no projeto. A fundação fez algumas ações para tentar resolver esse viés, mas Gardner expressou frustração com o grau de sucesso alcançado. Ela também observou que, "no tempo muito limitado de lazer que as mulheres tinham, elas tendiam a estar mais envolvidas em atividades sociais, em vez de editar a Wikipédia. 'As mulheres veem a tecnologia como mais uma ferramenta que utilizam para realizar as tarefas, em vez de algo divertido em si mesmo". Em 2011, a Fundação estabeleceu uma meta de ter 25 por cento de seus colaboradores identificando-se como do sexo feminino até 2015. Em agosto de 2013, Gardner disse: "Eu não solucionei [o problema]. Nós não o solucionamos. A Fundação Wikimedia não o solucionou. A solução não virá da Fundação Wikimedia."

Em texto na Slate, em 2011, Heather Mac Donald chamou o desequilíbrio de gênero da Wikipédia um "não problema em busca de uma solução equivocada." Mac Donald afirmou: "A mais simples explicação para as diferentes taxas de participação na Wikipédia—o que está de acordo com a experiência cotidiana—é que, na média, homens e mulheres têm diferentes interesses e formas preferidas de passar seu tempo livre."

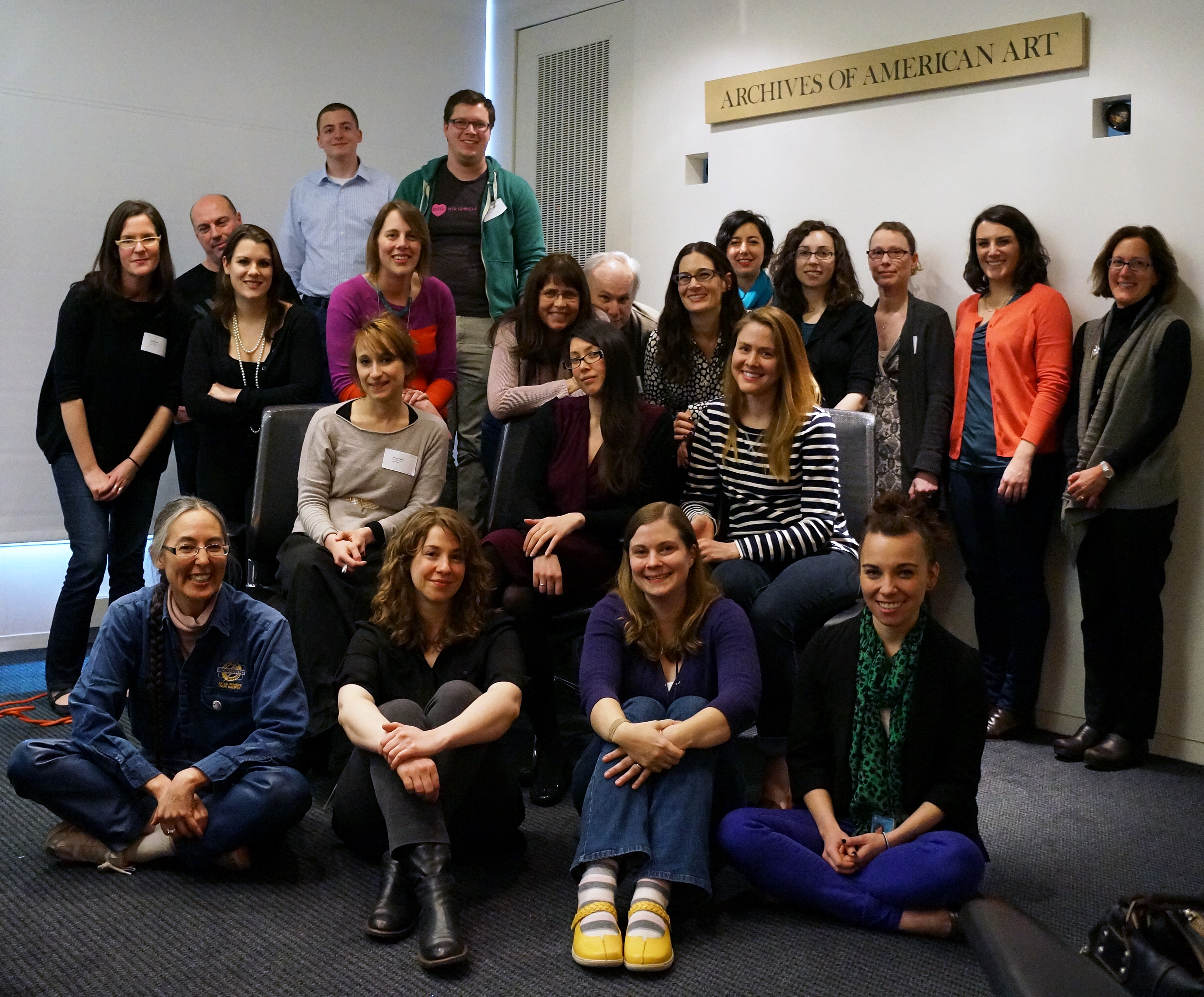
Participantes da editatona Mulheres nas Artes, em 2013, em Washington, DC.

Em agosto de 2014, o cofundador da Wikipédia Jimmy Wales anunciou em entrevista na BBC os planos da Fundação Wikimedia de "dividir pela metade" o hiato de gênero no conteúdo na Wikipédia. Wales disse que a fundação estaria aberta a mais divulgação e mudanças de software.

## Esforços para aumentar a participação feminina
Editatonas específicas foram organizadas para aumentar a cobertura de tópicos relacionados a mulheres na Wikipédia e para incentivar mais mulheres a editarem na Wikipédia. Esses eventos são muitas vezes apoiados pela Fundação Wikimedia, a qual, por vezes, fornece mentores e tecnologia para ajudar a orientar os novatos. Evidências emergentes mostram que editatonas e projetos como o Women In Red estão colaborando para diminuir o viés de gênero na Wikipédia.